# Адеуале Акинуйе-Агбадже
Адеуале Акинуйе-Агбадже (на английски: Adewale Akinnuoye-Agbaje) е британски актьор и бивш манекен от нигерийски произход.
Известен е с ролите си на Саймън Адебизи в „Оз“ и Господин Еко в „Изгубени“. Участва в известни филми като „Самоличността на Борн“ и „Мумията се завръща“.